# Earl Bellamy
Arthur Earl Bellamy (* 11. März 1917 in Minneapolis, Minnesota; † 30. November 2003 in Albuquerque, New Mexico) war ein US-amerikanischer Film- und Fernsehregisseur, Filmproduzent, Schriftsteller sowie Szenenbildner, der an mehr als 1600 Film- und Fernsehproduktionen beteiligt war.

## Leben
Arthur Earl Bellamy war auch bekannt unter den Namen J. Earl Bellamy, Jr. oder Earl J. Bellamy. Im Jahr 1920 kam Bellamy mit seiner Mutter und seinem Vater, Richard James Bellamy, einem Eisenbahningenieur, nach Hollywood. Nach seinem Abschluss an der Hollywood Highschool im Jahr 1935, erhielt er einen Abschluss vom Los Angeles City College und nahm einen Job als Bote bei den Columbia Studios an. Seinen Aufstieg zum zweiten Regieassistenten schaffte er innerhalb von vier Jahren. Dann ging er für die Zeit des Zweiten Weltkriegs zur US-Navy in eine fotografische Einheit. Als Bellamy nach dem Krieg wieder nach Hollywood zurückkehrte, wurde er ein angesehener Regisseur im Western-Genre. Er drehte fast zwei Dutzend Spielfilme, wurde aber vor allem durch seine Arbeit an den Fernsehserien The Lone Ranger (1949), Rin Tin Tin (1954), Tausend Meilen Staub (1959) und Die Leute von der Shiloh Ranch (1962) bekannt.
In den 1950er Jahren lag sein Schwerpunkt auf Familienserien wie Lassie, Erwachsen müßte man sein und Mutter ist die Allerbeste. In den 1960er Jahren widmete er sich vor allem Sitcoms wie Mini-Max, The Munsters und McHale’s Navy. Medizinische Dramen wie M*A*S*H, Dr. med. Marcus Welby und Trapper John, M.D. gehörten in den 1970er Jahren vornehmlich zu seinem Beschäftigungsfeld. In den Jahren 1966 und 1967 leitete er ABCs The Monroes mit Michael Anderson Jr. und Barbara Hershey, die als Waisen in einer Familie von Geschwistern in der Wildnis von Wyoming leben.
Vor seiner Pensionierung im Jahr 1986 richtete Bellamy sein Augenmerk auf die Science-Fiction-Miniserie V – Die Außerirdischen kommen und drehte auch viele Folgen von Fantasy Island und Hart aber herzlich. Nach seinem Rückzug vom Filmgeschäft zogen Bellamy und seine Ehefrau Gail nach New Mexico. Dort hatte er in seiner aktiven Zeit als Regisseur viele seiner Filme an verschiedenen Drehorten inszeniert.
Bellamy hatte insgesamt drei Kinder: Michael, Earl Jr. und Katherine. Seine erste Frau starb, als Earl Jr. neun Jahre alt war. Seine zweite Frau, die Mutter von Katherine, starb durch Suizid. Seine dritte Frau, Gail, überlebte ihn. Earl Bellamy starb am 30. November 2003 in Albuquerque, New Mexico, im Alter von 86 Jahren an einem Herzinfarkt.

## Auszeichnungen
Im Jahr 2002 bekam Earl Bellamy vom Motion Picture and Television Fund den Golden Boot Award.

## Filmografie (Auswahl)

### Regisseur

#### Kinofilme
- 1955: Häuptling Schwarzer Pfeil (Seminole Uprising)
- 1956: Blackjack Ketchum, Desperado
- 1958: Toughest Gun in Tombstone
- 1962: Stagecoach to Dancers' Rock
- 1965: Fluffy
- 1966: Western-Patrouille (Incident at Phantom Hill)
- 1966: Der Colt ist das Gesetz (Gunpoint)
- 1966: Gespensterparty (Munster, Go Home)
- 1968: Three Guns for Texas
- 1969: Gefährlicher Auftrag (Backtrack!)
- 1974: Sieben allein (Seven Alone)
- 1975: Sidecar Racers
- 1975: Der Große aus dem Dunkeln, Teil 2 (Walking Tall Part II)
- 1975: Das Rennen gegen die Sonne (Against a Crooked Sky)
- 1976: The Wackiest Wagon Train in the West
- 1977: Sidewinder 1
- 1977: Speedtrap – Einsteigen, starten, abhauen (Speedtrap)
- 1981: Magnum Thrust
- 1991: Rin-Tin-Tin: Hero of the West

#### Fernsehfilme
- 1955: Masquerade
- 1960: O’Conner’s Ocean
- 1969: Das Geheimnis der Puppe (The Pigeon)
- 1969: Das Gold der Madonna (The Desperate Mission)
- 1971: Die Verfolger (The Trackers)
- 1976: Stranded
- 1976: Die Flut bricht los (Flood)
- 1977: Horizont in Flammen (Fire!)
- 1978: Die kalte Hand des Schicksals (Desperate Women)
- 1979: The Castaways on Gilligan’s Island
- 1980: Valentine Magic on Love Island

#### Fernsehserien
- 1953: General Electric Theater
- 1954: The Lineup
- 1954: Rin Tin Tin (The Adventures of Rin Tin Tin)
- 1955: Tales of the Texas Rangers
- 1955: Crusader
- 1955: Jungle Jim (fünf Folgen)
- 1955–1956: Soldiers of Fortune (vier Folgen)
- 1956–1957: Annie Oakley (zwei Folgen)
- 1956–1957: The Lone Ranger (29 Folgen)
- 1957: Sheriff of Cochise (eine Folge)
- 1957: Dezernat M (M Squad)
- 1957–1958: Sergeant Preston (Sergeant Preston of the Yukon) (acht Folgen)
- 1957–1958: Wagon Train (zwei Folgen)
- 1958: Buckskin
- 1958: Mutter ist die Allerbeste (The Donna Reed Show)
- 1959: Am Fuß der blauen Berge (Laramie)
- 1959–1960: Lassie (sieben Folgen)
- 1959–1962: Bachelor Father (80 Folgen)
- 1960: My Three Sons
- 1960: The Best of the Post
- 1960–1963: Erwachsen müßte man sein (Leave It to Beaver) (vier Folgen)
- 1961: Dr. Kildare
- 1962: Mr. Smith geht nach Washington (Mr. Smith Goes to Washington)
- 1962: Our Man Higgins
- 1963: Perry Mason (drei Folgen)
- 1963: Arrest and Trial
- 1963: Kraft Suspense Theatre
- 1963–1964: The Andy Griffith Show (sieben Folgen)
- 1964: McHale’s Navy (fünf Folgen)
- 1964: Broadside
- 1964: Karen
- 1964–1965: The Munsters (sieben Folgen)
- 1965: The John Forsythe Show
- 1965: Tennisschläger und Kanonen (I Spy)
- 1965: Get Smart
- 1965: FBI (The F.B.I.)
- 1966: The Monroes
- 1966–1967: Daniel Boone (sechs Folgen)
- 1967: Heroic Mission
- 1968: The Doris Day Show
- 1969: My Friend Tony
- 1969: Then Came Bronson
- 1969: Dr. med. Marcus Welby (Marcus Welby, M.D.)
- 1969–1976: Medical Center (25 Folgen)
- 1969: To Rome With Love
- 1970: Die Partridge Familie (The Partridge Family)
- 1971: The Partners
- 1972: The Sixth Sense
- 1973: M*A*S*H (zwei Folgen)
- 1973–1974: Dusty, Dusty (zwei Folgen)
- 1975: Der Sechs-Millionen-Dollar-Mann (The Six Million Dollar Man) (zwei Folgen)
- 1975: Die knallharten Fünf (S.W.A.T.) (zwei Folgen)
- 1975: Matt Helm
- 1976–1978: Starsky & Hutch (10 Folgen)
- 1976: Isis (2 Folgen)
- 1977: California Okay (2 Folgen)
- 1977: Eight Is Enough
- 1977: CHiPs
- 1978–1980: Fantasy Island (20 Folgen)
- 1980–1983: Hart aber herzlich (Hart to Hart) (12 Folgen)
- 1981: Love Boat (2 Folgen)
- 1981: Code Red (eine Folge)
- 1984: Das fliegende Auge (Blue Thunder) (eine Folge)
- 1985: V – Die Außerirdischen kommen (V) (eine Folge)
- 1982–1985: Trapper John, M.D. (19 Folgen)
- 1985–1987: Lime Street (zwei Folgen)

### Regieassistent
- 1940: Arizona
- 1942: Zeuge der Anklage (The Talk of the Town)
- 1943: After Midnight with Boston Blackie
- 1943: Footlight Glamour
- 1943: The Chance of a Lifetime
- 1943: The Return of the Vampire
- 1943: Klondike Kate
- 1944: Jam Session
- 1944: The Desert Hawk
- 1944: Mr. Winkle Goes to War
- 1945: Rough Ridin’ Justice
- 1945: Counter-Attack
- 1945: Küsse und verschweig mir nichts! (Kiss and Tell)
- 1946: Dangerous Millions
- 1947: Vacation Days
- 1947: Backlash
- 1947: Jewels of Brandenburg
- 1947: Bulldog Drummond at Bay
- 1947: Sport of Kings
- 1948: Liebesnächte in Sevilla (The Loves of Carmen)
- 1948: Black Eagle
- 1948: El Dorado Pass
- 1949: Unerschütterliche Liebe (Shockproof)
- 1949: The Crime Doctor’s Diary
- 1949: Desert Vigilante
- 1949: Laramie
- 1949: Johnny Allegro
- 1949: Schweigegeld für Liebesbriefe (The Reckless Moment)
- 1949: Zwei Männer und drei Babies (And Baby Makes Three)
- 1950: Die Männerfeindin (A Woman of Distinction)
- 1950: Ein einsamer Ort (In a Lonely Place)
- 1950: Seine Frau hilft Geld verdienen (The Fuller Brush Girl)
- 1950: Emergency Wedding
- 1950: Die ist nicht von gestern (Born Yesterday)
- 1950: Liebeslied auf Tahiti (Pagan Love Song)
- 1951: Sirocco – Zwischen Kairo und Damaskus (Sirocco)
- 1951: Chain of Circumstance
- 1951: Frauenraub in Marokko (Ten Tall Men)
- 1952: Happy-End … und was kommt dann? (The Marrying Kind)
- 1952: He Cooked His Goose
- 1952: Rainbow ’Round My Shoulder
- 1953: Salome
- 1953: Diese Frau vergißt man nicht (Let’s Do It Again)
- 1953: Verdammt in alle Ewigkeit (From Here to Eternity)
- 1954: Die unglaubliche Geschichte der Gladys Glover (It Should Happen to You)
- 1954: Ein neuer Stern am Himmel (A Star Is Born)
- 1955: Liebe im Quartett (Three for the Show)

### Produzent
- 1962: Stagecoach to Dancers’ Rock